# Тачкасти скелар
Тачкасти скелар (лат. Hesperia comma) врста је лептира из породице скелара (лат. Hesperiidae).

## Опис врсте
Донекле сличан риђем скелару, овај лептир се најлакше разликује по белим или сребрнастим тачкама са доње стране крила.

## Распрострањење и станиште
Среће се крајем сезоне, на топлим стаништима. Широко је распрострањен у Европи.

## Биљке хранитељке
Овој врсти су биљка хранитељка вијук (Festuca ovina).